# 長沢駅
長沢駅（ながさわえき）は、山形県最上郡舟形町長沢にある、東日本旅客鉄道（JR東日本）陸羽東線の駅である。

## 歴史
- 1915年（大正4年）11月1日：開業[3]。
- 1962年（昭和37年）12月10日：貨物の取り扱いを廃止[3]。
- 1971年（昭和46年）11月30日：荷物の扱いを廃止[4]。出改札無人化[5]。運転要員のみの配置となる（簡易委託化）[6]。
- 1983年（昭和58年）3月7日：CTC化により完全無人化。
- 1987年（昭和62年）4月1日：国鉄分割民営化により、JR東日本の駅となる[3]。
- 1999年（平成11年）12月20日：交換施設を撤去。
- 2024年（令和6年）10月1日：えきねっとQチケのサービスを開始[1][7]。

## 駅構造
単式ホーム1面1線を有する地上駅である。かつては相対式ホーム2面2線であった。2線あるが1線は保線用側線で、列車交換はできない。駅舎はコンクリート製である。
新庄統括センター（新庄駅）管理の無人駅である。

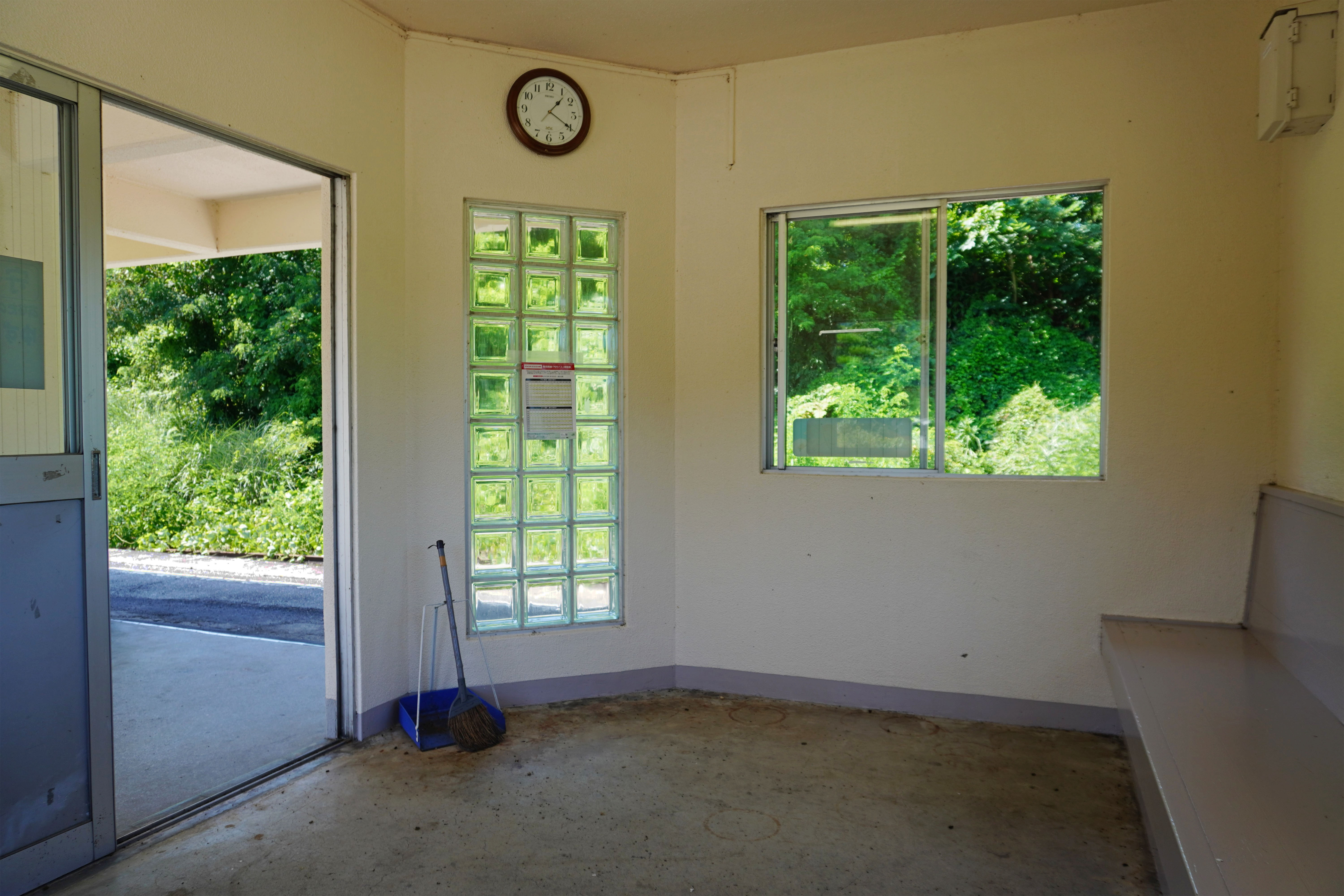
駅舎内（2023年7月）
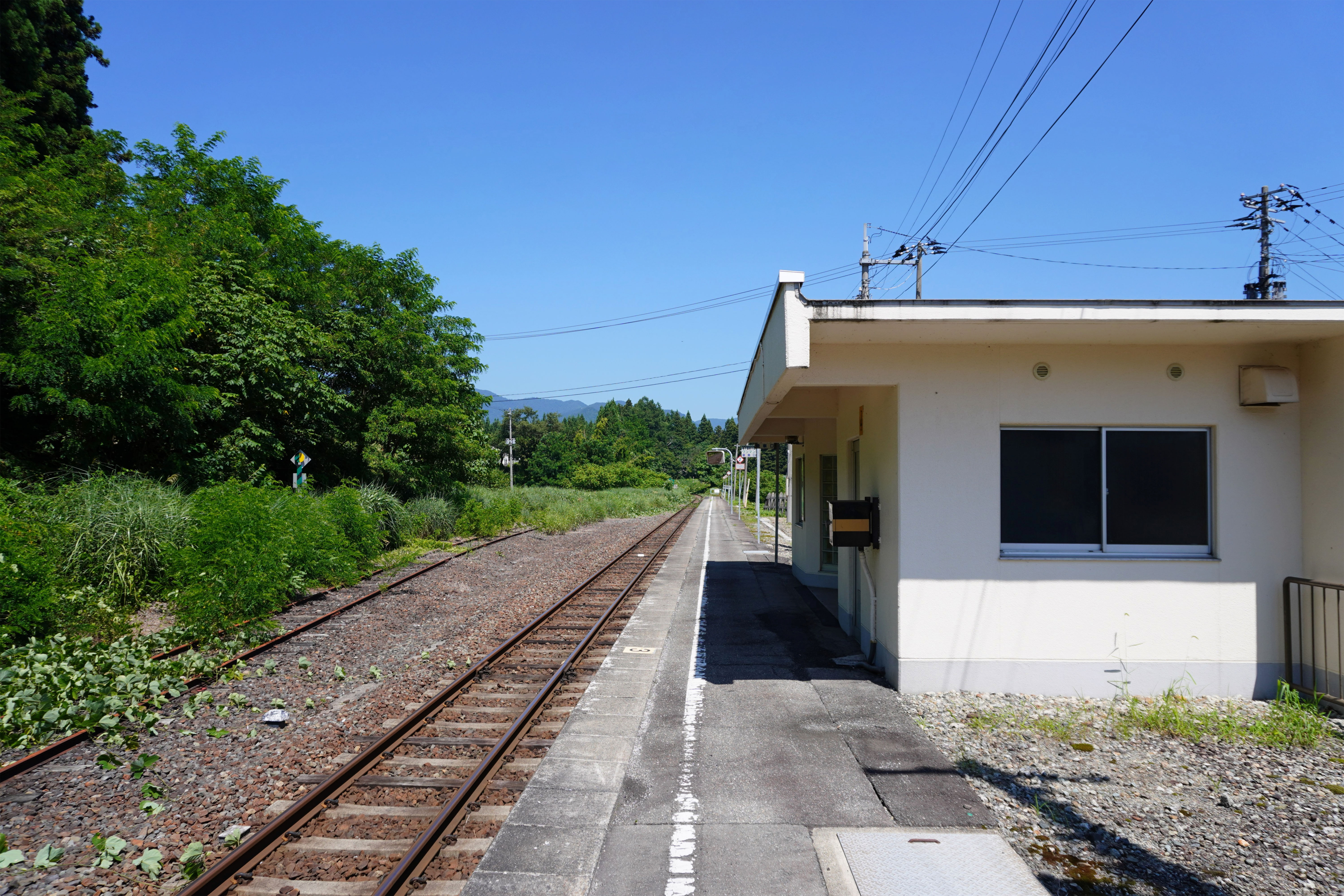
ホーム（2023年7月）

## 利用状況
「山形県の鉄道輸送」によると、2000年度（平成12年度）- 2004年度（平成16年度）の1日平均乗車人員の推移は以下のとおりであった。
| 乗車人員推移       | 乗車人員推移     | 乗車人員推移 |
| 年度               | 1日平均 乗車人員 | 出典         |
| ------------------ | ---------------- | ------------ |
| 2000年（平成12年） | 39               | [ 8 ]        |
| 2001年（平成13年） | 27               | [ 8 ]        |
| 2002年（平成14年） | 17               | [ 8 ]        |
| 2003年（平成15年） | 23               | [ 8 ]        |
| 2004年（平成16年） | 30               | [ 8 ]        |

## 駅周辺
駅前には住宅は少ないが、川沿いの谷の方には住宅がある。
- 長沢郵便局
- 舟形町立長沢小学校
- 新庄警察署長沢駐在所

## 隣の駅
東日本旅客鉄道（JR東日本）
■陸羽東線
東長沢駅 - 長沢駅 - 南新庄駅